# Eloy Room
Eloy Victor Room (Nijmegen, 1989. február 6. –) curaçaói válogatott labdarúgó, a belga Cercle Brugge játékosa.